# Penicillium claviforme

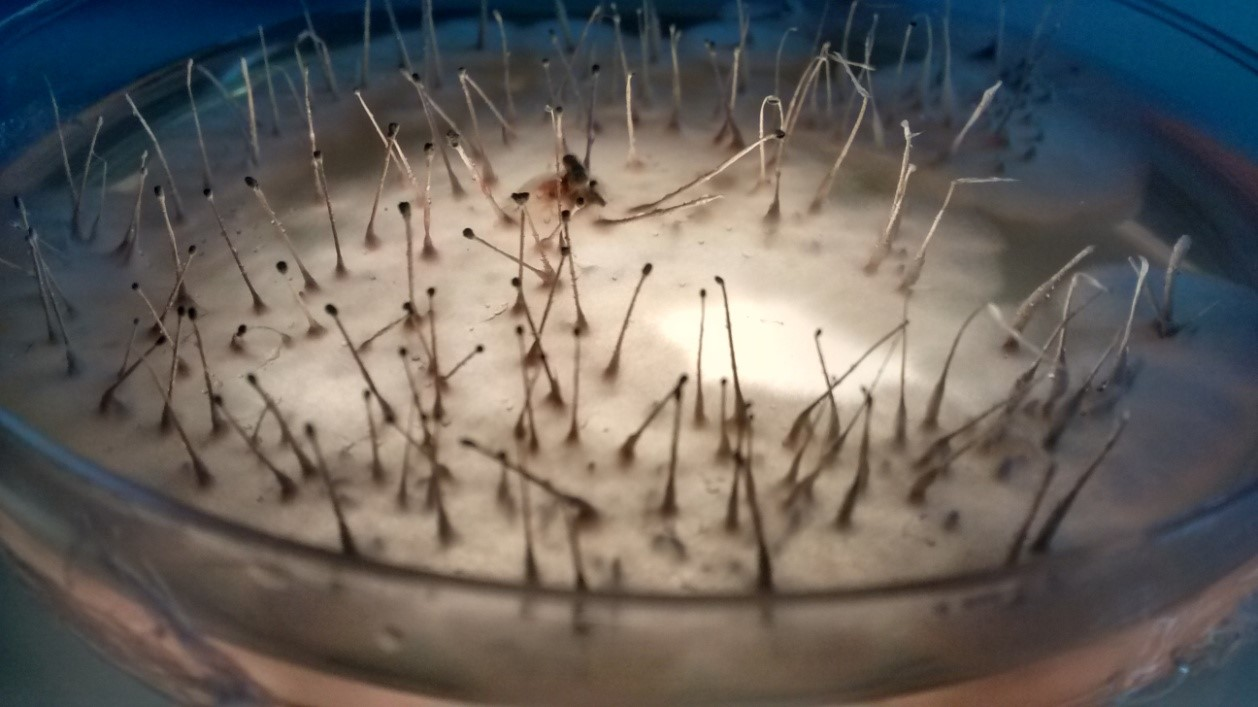
Formación de sinemas de P. claviforme en PDA después de 10 días a una temperatura de 28 °C, con diferentes intervalos de luz (Foto: José L. Rojas).

Penicillium claviforme es un hongo del género Penicillium. Fue aislado por primera vez a partir de una preparación farmacéutica de corteza de Roble (Watkinson, 1976). En una colonia en agar nutritivo, se puede observar a los sinemas en desarrollo en círculos concéntricos detrás del margen de la colonia (Webster, 2007). La formación de sinemas empieza en un lapso de 24 a 48 h, esto puede ser anulado o bien reforzado por los cambios cíclicos, de temperatura o la iluminación, además puede ser acentuada por la presencia de ciertas sustancias químicas en el medio. La morfogénesis muestra que la luz es necesaria y la naturaleza del medio afecta el número conidios (Watkinson, 1976).
Los conidióforos individuales, forman coremios o sinemasː los conidios son de color verde-grisáceo, los sinemas maduran formado una colonia inicial de más de 2 mm de altura (Herrera, 1990).
Los factores que intervienen en la conidiación son: macronutrientes (N, C, H, O, P, S), micronutrientes, pH, intensidad de luz, variación de temperatura y tipo de sustrato (Lilly, 1951)
El medio de cultivo que presentó un mayor número de sinemas fue el agar papa dextrosa (PDA), estas eran obscuras y muy numerosas, lo que indica que hubo una mayor digestión de carbohidratos, dextrosa y almidón (Lilly, 1951).